# ハンティントン郡 (インディアナ州)
ハンティントン郡（英: Huntington County）は、アメリカ合衆国インディアナ州の北東部に位置する郡である。2010年国勢調査での人口は37,124人であり、2000年の38,075人から2.5％減少した。郡庁所在地はハンティントン市（人口17,391人）であり、同郡で人口最大かつ唯一の都市でもある。

## 歴史
ハンティントン郡は1832年に設立された。郡名はアメリカ独立宣言と連合規約に署名したサミュエル・H・ハンティントンに因んで名付けられた。ハンティントンは連合規約に基づく連合会議の議長も務めた。

## 地理
アメリカ合衆国国勢調査局に拠れば、郡域全面積は387.72平方マイル (1,004.2 km2)であり、このうち陸地382.65平方マイル (991.1 km2)、水域は5.07平方マイル (13.1 km2)で水域率は1.31％である。

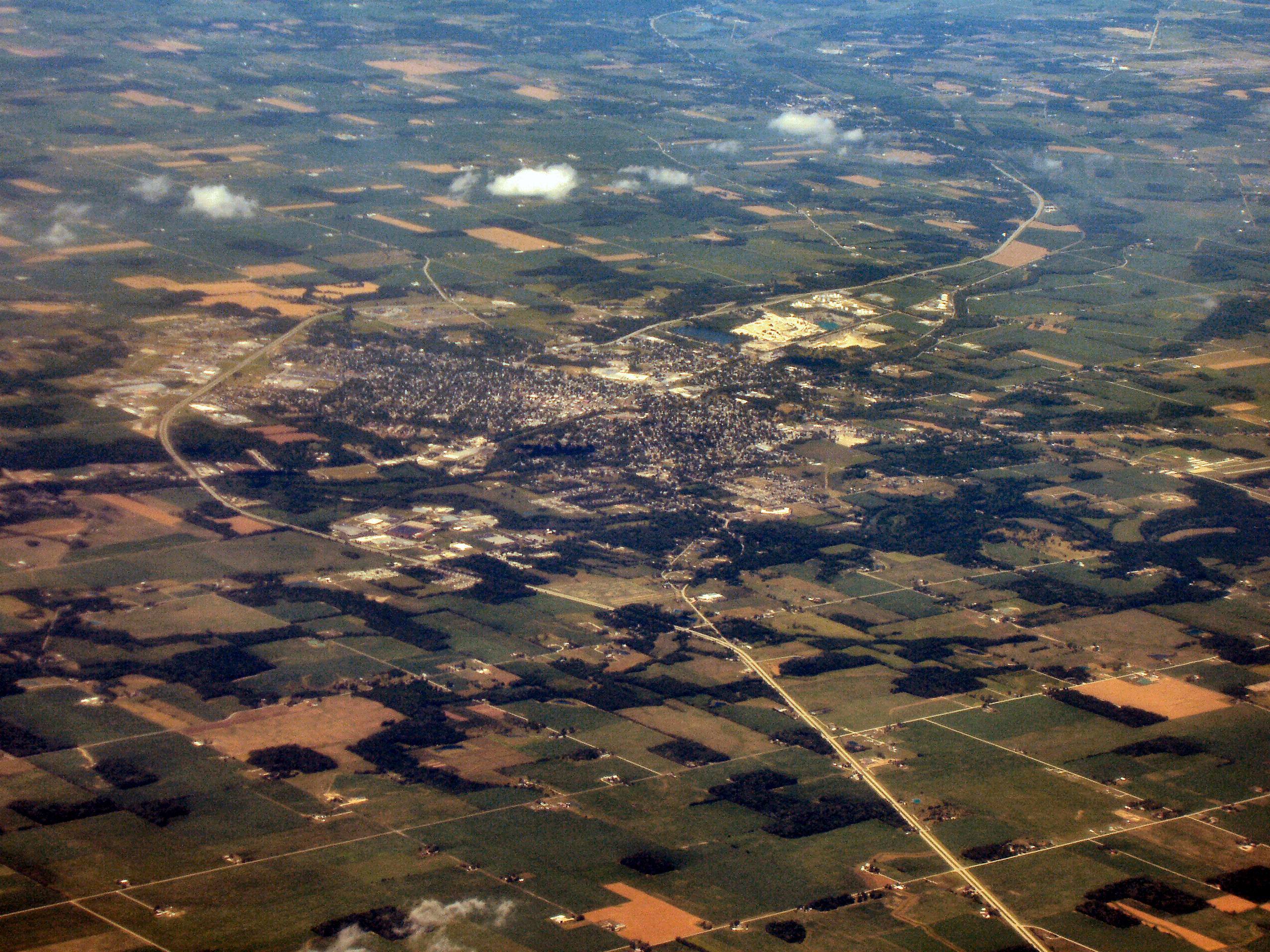
ハンティントン市の空中写真、南西から北東を望む

### 主要高規格道路
| - 州間高速道路69号線 - アメリカ国道24号線 - アメリカ国道224号線 - インディアナ州道3号線 | - インディアナ州道5号線 - インディアナ州道9号線 - インディアナ州道16号線 - インディアナ州道105号線 | - インディアナ州道114号線 - インディアナ州道116号線 - インディアナ州道124号線 - インディアナ州道218号線 |

### 隣接する郡
- ウィットリー郡 - 北
- アレン郡 - 北東
- ウェルズ郡 - 東
- グラント郡 - 南
- ウォバッシュ郡 - 西

## 観光地など
- ハンティントン郡歴史博物館[4]
- ハンティントン大学樹木植物庭園
- ハンティントン大学
- エドワード・ルーシュ湖[5]
- メリラト芸術センター
- シーツ野生生物博物館学習センター
- サンクンガーデンズ
- ウォバッシュ川支流
- インディアナ系譜学センター
- アメリカ合衆国副大統領博物館
- ビクトリー・ノール・センター

## 気候と気象
近年、郡庁所在地であるジャスパー市の平均気温は1月の16°F (-9 ℃) から7月の87°F (31 ℃) まで変化している。過去最低気温は1982年1月に記録された-28°F (-33 ℃) であり、過去最高気温は1988年6月に記録された105°F (41 ℃) である。月間降水量は2月の1.82インチ (46 mm) から6月の4.37インチ (111 mm) まで変化している。

## 郡政府
郡政府は憲法による政体であり、インディアナ州憲法とインディアナ州法典によって特別の権力を認められている。

### 郡政委員会
郡政委員会は郡政府の立法府であり、郡の歳出や歳入を管理している。委員は郡内の選挙区から選出され、任期は4年間である。給与、年間予算、特別支出を設定する責任がある。郡レベルで所得税や資産税、消費税、サービス税を課する限定付き権限があるが、所得税と資産税は州の承認を要する。

### 行政委員会
行政委員会は郡政府の行政府である。委員は郡全体を選挙区に選出され、任期は4年間で2年毎に半数が改選される。委員の一人、通常は最も経験のある者が議長になる。行政委員会は郡政委員会が決めた法を実行し、税金を集め、郡政府の日々の機能を管理する責任がある。

### 郡裁判所
郡は幾らかの民事訴訟を扱うことのできる小規模裁判所を維持している。判事は4年間任期で選出され、インディアナ州法廷弁護士協会の会員でなければならない。判事を補助するのがコンスタブルと呼ばれる法執行官であり、やはり4年間任期で選出される。特定の事件における判決に対しては、州レベルの巡回裁判所に控訴できる。

### 郡政府役人
上記以外に、保安官、検視官、監査官、財務官、登記官、測量師および巡回裁判所事務官が選挙で選ばれている。任期は4年間であり、郡政府の異なる部門を監督している。郡政府に選ばれる役人は支持政党を公にすることが求められ、また郡の住人でなければならない。
ハンティントン郡はアメリカ合衆国下院議員インディアナ州第5選挙区に属している。インディアナ州議会上院では第17選挙区に属しており、下院では第50選挙区に属している。

## 人口動態
以下は2000年の国勢調査による人口統計データである。
| 基礎データ - 人口: 38,075人 - 世帯数: 14,242 世帯 - 家族数: 10,282 家族 - 人口密度: 38人/km2（100人/mi2） - 住居数: 15,269軒 - 住居密度: 15軒/km2（40軒/mi2） 人種別人口構成 - 白人: 98.15% - アフリカン・アメリカン: 0.18% - ネイティブ・アメリカン: 0.41% - アジア人: 0.31% - 太平洋諸島系: 0.01% - その他の人種: 0.26% - 混血: 0.67% - ヒスパニック・ラテン系: 0.95% 先祖による構成 - ドイツ系：30.9％ - アメリカ人：21.5％ - アイルランド系：8.4％ - イギリス系：8.1％ | 年齢別人口構成 - 18歳未満: 26.1% - 18-24歳: 9.9% - 25-44歳: 28.1% - 45-64歳: 21.8% - 65歳以上: 14.1% - 年齢の中央値: 36歳 - 性比（女性100人あたり男性の人口） - 総人口: 94.9 - 18歳以上: 91.7 世帯と家族（対世帯数） - 18歳未満の子供がいる: 34.4% - 結婚・同居している夫婦: 59.4% - 未婚・離婚・死別女性が世帯主: 9.1% - 非家族世帯: 27.8% - 単身世帯: 23.6% - 65歳以上の老人1人暮らし: 9.7% - 平均構成人数 - 世帯: 2.57人 - 家族: 3.04人 収入と家計 - 収入の中央値 - 世帯: 41,620米ドル - 家族: 49,031米ドル - 性別 - 男性: 34,894米ドル - 女性: 21,693米ドル - 人口1人あたり収入: 19,480米ドル - 貧困線以下 - 対人口: 5.5% - 対家族数: 3.7% - 18歳未満: 6.2% - 65歳以上: 5.7% |

## 郡区
ハンティントン郡は下記12の郡区に分割されている。
| - クリアクリーク - ダラス - ハンティントン - ジャクソン | - ジェファーソン - ランカスター - ポーク - ロッククリーク | - サラモニー - ユニオン - ウォーレン - ウェイン |

## 都市と町
| - アンドリューズ - バンコー - ビッパス - ゴブルズビル - ハンティントン - 郡庁所在地 | - ランカスター - マジェニカ - マークル - マウントエトナ | - プラムツリー - ロアノーク - ウォーレン - モニュメントシティ |

## 教育

### 教育学区
- ハンティントン郡コミュニティ学校法人

### 私立学校
- ハンティントン地域家庭教育者[12]
- ハンティントン・カトリック学校[13]

### 高等教育機関
- ハンティントン大学

## メディア

### 新聞
- 「ザ・ヘラルド・プレス」[14]
- 「ザ・ハンティントン・カウンティ」[15]
- 「ウォーレン・ウィークリー」[16]
- 「ハンティントン・フリープレス」[17]
- 「ハンティントニアン」[18]

### ラジオ
- WBZQ 1300 AM[19]
- ハンティントン北高校 WVSH バイキング・ラジオ[20]
- ハンティントン大学ラジオ[21]

## 著名な出身者
- J・ダンフォース・クエール、アメリカ合衆国副大統領、上院議員、下院議員